# کاترین هامفریس
کاترین هامفریس (به انگلیسی: Cathryn Humphris) یک فیلم‌نامه‌نویس تلویزیون آمریکایی است. او به‌خاطر نوشتن فیلم‌نامه سریال مد من برای شبکه ای‌ام‌سی، برنده جایزه انجمن صنفی نویسندگان امریکا شده است.